# 侯保荣
侯保荣（1942年1月—），山东曹县人，海洋化学家。

## 生平
1967年毕业于复旦大学化学系，1993年取得东京工业大学工学博士学位，1996年成为博士生导师；曾任中国科学院海洋研究所副所长，现任中国科学院海洋研究所研究员。2003年当选中国工程院院士。

## 荣誉
- 青岛市海洋环境腐蚀与防护重点实验室主任
- 山东省暨青岛市腐蚀与防护学会理事长
- 中国腐蚀与防护学会常务理事
- 1998年成为山东省第九届人大代表
- 2003年当选山东省第十届人大代表常委
- 2003年当选青岛市第三届知识分子联谊会会长、青岛市海外联谊会第五届常务理事
- 2003年获“青岛市劳动模范”和“山东省先进工作者”